# Kisy Nascimento
Kisy Nascimento, född 28 januari 2000 i Sao Paulo, Brasilien, är en volleybollspelare (vänsterspiker). Hon spelar i Brasiliens landslag och har spelat med olika klubbar i Brasilien.
Med landslaget har hon tagit silver vid VM 2022  och 2022 samt vunnit sydamerikanska mästerskapet 2023. På klubbnivå har hon blivit både brasiliansk och sydamerikansk mästare. Vid flera av tävlingarna har hon utsetts till mest värdefulla spelare.